# スクリーンショット (ソフトウェア)
スクリーンショットはAppleが開発したmacOS用のスクリーンショット用アプリケーションである。macOS Mojave以前のグラブの後継のアプリケーション。

## 概要
Windowsのプリントスクリーンキーのように、画面の状態を撮影するために使われる。撮影した画像はPNG形式で保存できる（プレビューで他形式に変換できる）。撮影した画像をクリップボードに送ることも可能。
画面収録の機能も備えており、キャプチャした動画はMOV形式で保存される。
macOSの画面収録ではiOSやiPadOSの画面収録のような内部音声を収録する機能がなく、システムサウンドやアプリケーションのサウンドが録音できないが、サードパーティーのアプリケーションを使用することで録音することが可能である。
撮影したファイルの名前はスクリーンショットが「スクリーンショット」、画面収録が「画面収録」、Touch Barのスクリーンショットが「TouchBarショット」、ログインウインドウが「LWScreenShot」といったファイル名になり、Finderのスタック機能を利用するとカテゴリごとに整理される。

## ショートカットキーと利用方法
- コマンドキー、Shiftキー、3のキーを同時に押す（⌘ Cmd+⇧ Shift+3）と画面全体のスクリーンショットが保存される。
- コマンドキー、Shiftキー、4のキーを同時に押す（⌘ Cmd+⇧ Shift+4）と選択した範囲のスクリーンショットが保存される。
- コマンドキー、Shiftキー、5のキーを同時に押す（⌘ Cmd+⇧ Shift+5）とスクリーンショットアプリを起動した状態になり、各種設定が変更できる。画面収録はこの画面から行うことができる。

- - LaunchpadまたはFinderのアプリケーションフォルダからスクリーンショットを起動した場合も同様である。

- コマンドキー、Shiftキー、6のキーを同時に押す（⌘ Cmd+⇧ Shift+6）とTouch Barを搭載したMacでTouch Barの内容をスクリーンショットして保存できる。

⌃ Controlキーを押しながらこれらのショートカットキーを操作した場合はクリップボードに保存される。
ログインウインドウでも使用することが可能で、ユーザにログインしていない状態でスクリーンショットを撮ると[LWScreenShot]といったファイル名になる。

## 機能
- 選択部分の撮影
- スクリーン全体の撮影
- 選択したウィンドウの撮影
- タイマー撮影
- 選択部分の画面収録
- スクリーン全体の画面収録
- 切り取り/コピー/貼り付け機能